# Diecezja Mweka
Diecezja  Mweka – diecezja rzymskokatolicka  w Demokratycznej Republice Konga. Powstała w 1953 jako prefektura apostolska. Podniesiona do rangi diecezji w 1964.

## Biskupi diecezjalni
- Marcel Evariste Van Rengen, C.I. † (1957–1988)
- Gérard Mulumba, (1989–2017)
- Oscar Nkolo (od 2017)